# Nate Torrence
Nathan Andrew «Nate» Torrence (nacido el 1 de diciembre de 1977) es un actor cómico estadounidense conocido por sus numerosos papeles en anuncios de televisión.

## Infancia y educación
Torrence nació en Canton, Ohio dónde comenzó su educación. Torrence fue a la escuela Hiland en Berlín, Ohio, y fue a la Universidad Kent State: Stark Campus. Su familia es propietaria y opera un bed and breakfast en Berlín. Torrence comenzó a hacer giras con Corn, Beef and Cabbage, donde él escribió, improvisó e interpretó con su hermano mayor, Jay y su amigo Josh Ruth. Torrence además estudió improvisación en Second City en Cleveland y en Los Ángeles, y The Groundlings y Comedy Sportz en Los Ángeles.

## Carrera
Torrence ha aparecido en programas de televisión como CSI: Crime Scene Investigation, Malcolm in the middle, How I Met Your Mother, Las Vegas, House M.D., y Ghost Whisperer. Tuvo un papel recurrente como Dylan Killington en la serie dramática de NBC Studio 60 on the Sunset Strip.
Es más conocido por su papel como representante de servicio al cliente con David Spade, en la campaña de publicidad What's In Your Wallet. También ha aparecido en otros anuncios, incluyendo Enterprise Rent-A-Car, Volkswagen, Golden Grahams, H-E-B, y NFL.com.
En diciembre de 2006, Torrence apareció en un episodio de Top Chef en Bravo TV. Los concursantes mostraron alimentos de vacaciones; Nate Torrence fue uno de los catadores, aunque no fue acreditado. 
Interpretó a Lloyd, un asistente de laboratorio, en la película Superagente 86 y repite el papel de estrella en Get Smart's Bruce and Lloyd: Out of Control. Torrence también apareció en Reno 911, y Devon en la comedia del 2010 She's Out of My League.
Torrence interpreta a Roman en la serie de ABC Mr. Sunshine.
En 2016, prestó su voz al personaje del oficial Benjamin Garraza (Benjamin Clawhauser) en la película animada Zootopia.